# Labbholm
Labbholm är en ö i Åland (Finland). Den ligger i den östra delen av landskapet, 70 km nordost om huvudstaden Mariehamn. Arean är 0,61 kvadratkilometer.
Terrängen på Labbholm är mycket platt. Den sträcker sig 1,1 kilometer i nord-sydlig riktning, och 1,0 kilometer i öst-västlig riktning.